# Kohlberg (Bawaria)
Kohlberg – gmina targowa w Niemczech, w kraju związkowym Bawaria, w rejencji Górny Palatynat, w regionie Oberpfalz-Nord, w powiecie Neustadt an der Waldnaab, wchodzi w skład wspólnoty administracyjnej Weiherhammer. Leży około 18 km na południowy zachód od Neustadt an der Waldnaab.

## Dzielnice
W skład gminy wchodzą cztery dzielnice: Kohlberg, Röthenbach, Thannhof i Hannersgrün.

## Demografia
| Rok  | Liczba mieszk. |
| ---- | -------------- |
| 1970 | 1212           |
| 1987 | 1175           |
| 2000 | 1220           |

## Oświata
(na 1999)

W gminie znajduje się 50 miejsc przedszkolnych (32 dzieci).